# Classicismo holandês

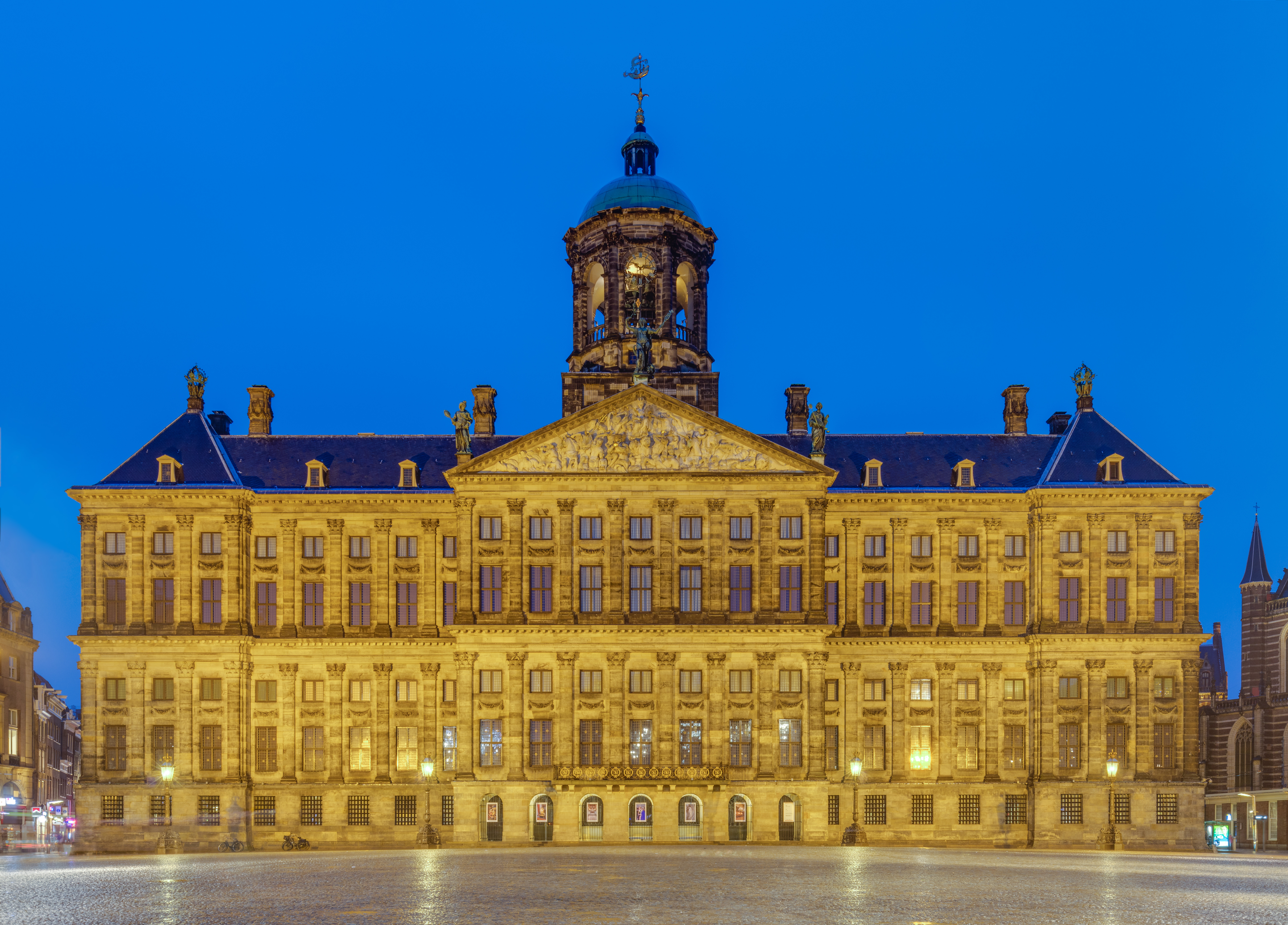
Palácio Real (Amsterdão) : Jacob van Campen, 1646.

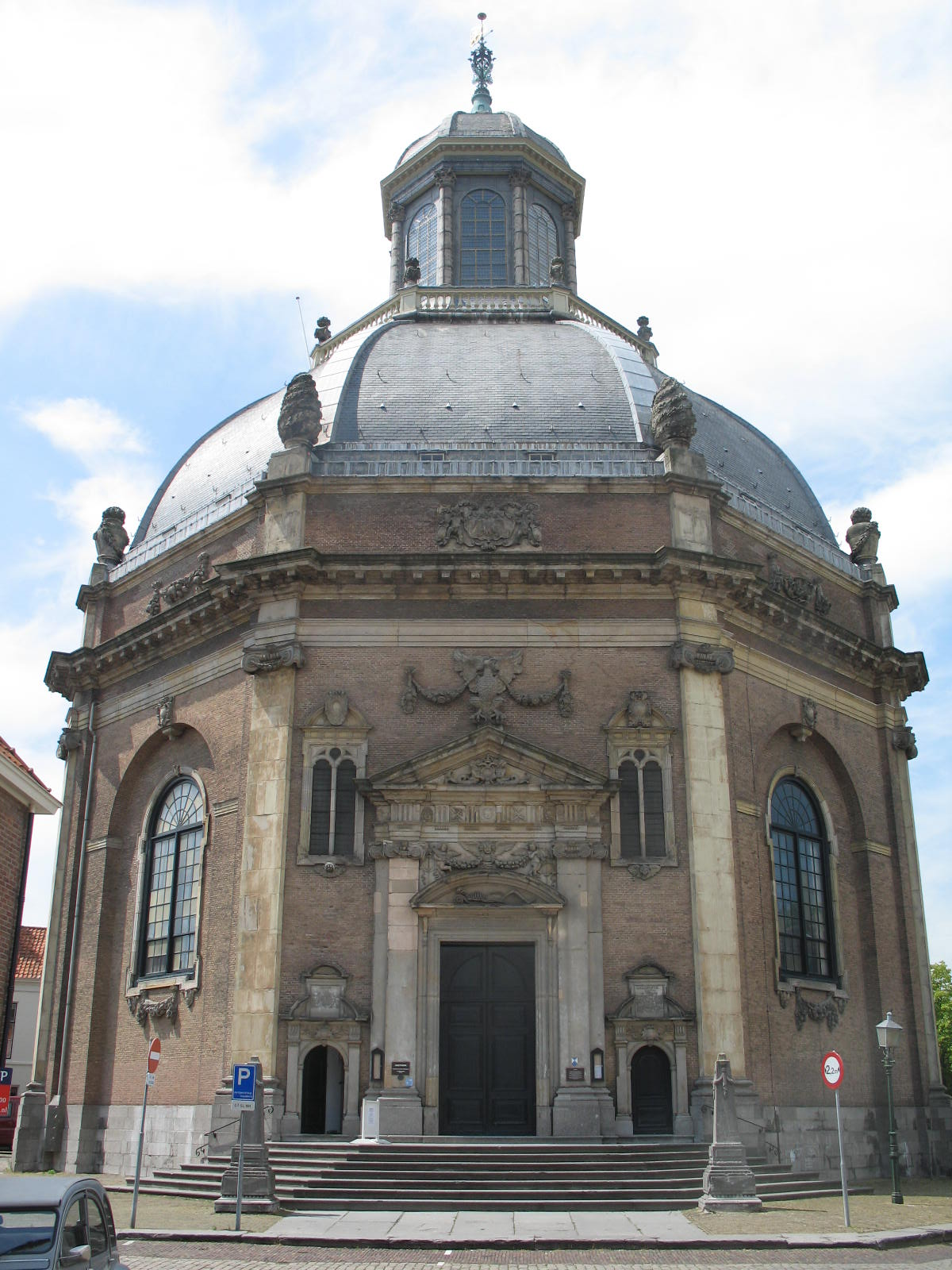
Oostkerk, Middelburg : Arent van 's-Gravesande, 1667.

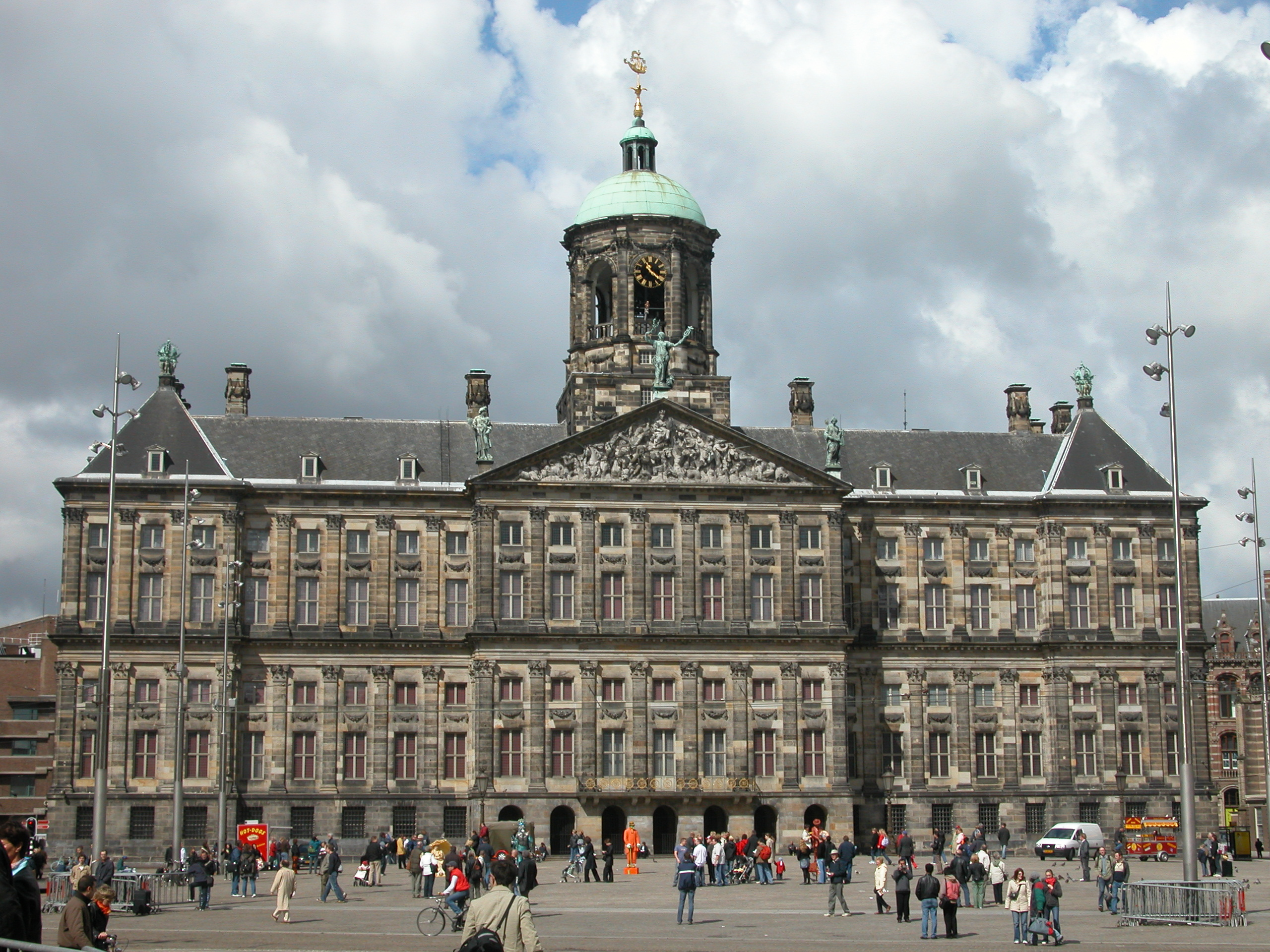
O antiga prefeitura na Praça Dam, agora o palácio real, construído por Jacob van Campen em 1648-1655.

Classicismo holandês (em neerlandês:  Hollands classicisme), por vezes também chamado de arquitetura barroca holandesa, é o principal estilo arquitetónico das Províncias Unidas no século XVII. Esta variante regional do classicismo atingiu o seu pico entre aproximadamente 1625 e 1665. Os seus principais arquitetos são Jacob van Campen (1595-1657) e Pieter Post (1608-1669), considerados os criadores do estilo. Uma variante posterior e mais austera do Classicismo Holandês é o estilo Strakke (Strakke stijl).

## História

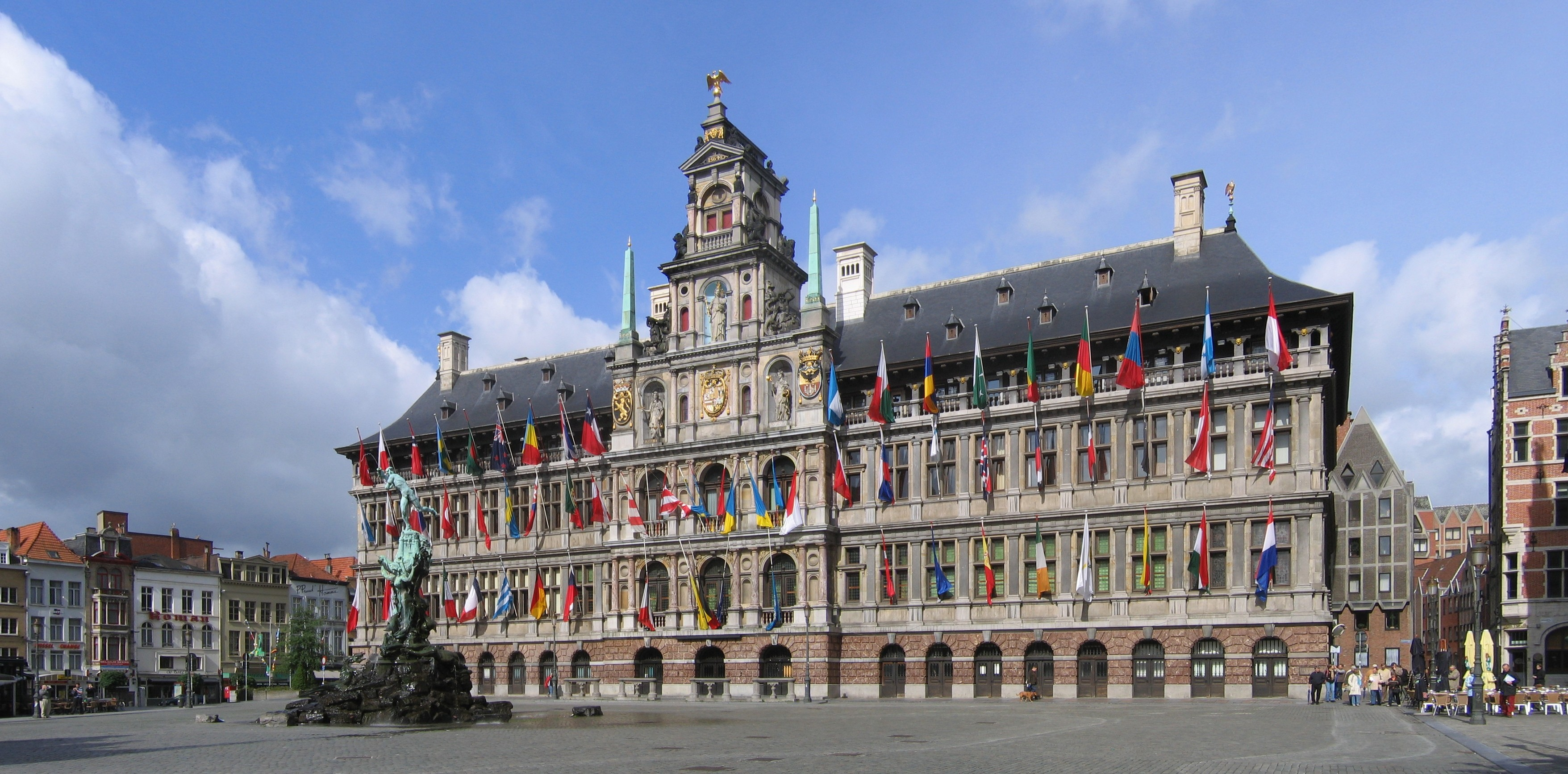
A Câmara Municipal de Antuérpia, 1561-1564, representativa do classicismo flamengo inicial e inspiração para o classicismo holandês posterior.

No Classicismo holandês, também erradamente chamado de "barroco clássico", as soluções construtivas e decorativas do maneiristas na tradição de Hendrick de Keyser são postas em causa. A influência das colecções de modelos do holandês Vredeman de Vries, a principal das quais, Architectura, foi publicada em 1563, é ainda percetível no início do século XVIII. Contudo, o gosto por esta arquitetura caprichosa, marcada por excessos decorativos, particularmente evidentes na Câmara Municipal de Leiden (1595) e no Açougue de Haarlem (1603), de Lieven de Key, não resistiria à reação clássica. Os tratados sobre as ordens, amplamente divulgados na época e baseados no tratado de Vitrúvio, De architectura, que estabelece em particular as regras de proporção e sobreposição das cinco ordens arquitetónicas (toscana, dórica, jónica, coríntia e compósita), são doravante escrupulosamente respeitados pelos arquitetos holandeses. Alguns precedentes da arquitetura protoclássica já tinham surgido no sul dos Países Baixos, como a extensão da prefeitura de Gante construída em 1580 ou particularmente a prefeitura de Antuérpia construída em 1564 por Cornelis Floris de Vriendt, que tinha ainda espírito maneirista..

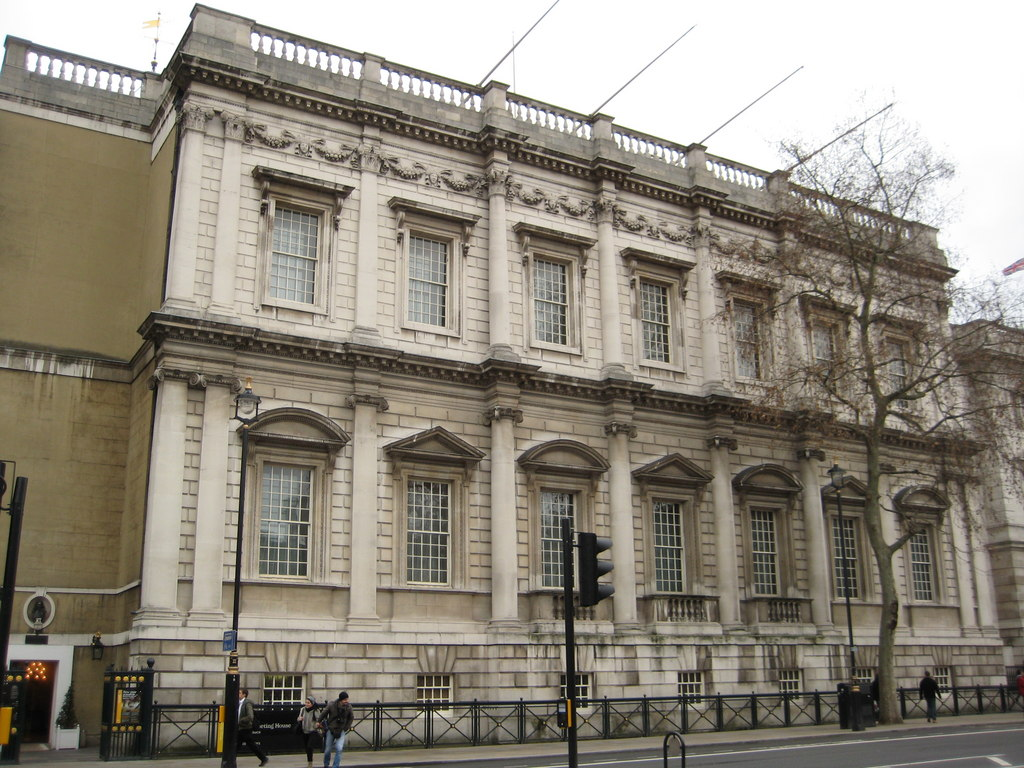
A Casa de Banquetes construída por Inigo Jones em 1622, permitiu a difusão do ideal palladiano nos países do Norte.

As obras de Andrea Palladio (1508-1580) e Vincenzo Scamozzi (1548-1616) no Veneto constituem uma importante fonte de inspiração, tanto nos Países Baixos como na Inglaterra, onde Inigo Jones difundirá um Palladianismo que terá também lugar numa variante regional nas Províncias Unidas. O Portão de Santa Catarina de Utrecht, construído entre 1621 e 1625 e hoje destruído, é considerado a primeira realização totalmente clássica na sua composição. Não é de estranhar que seja contemporânea da Banqueting House construída em Londres por Inigo Jones em 1622, que constitui a primeira obra palladiana em Inglaterra, juntamente com a Queen’s House do mesmo autor.
Além disso, foi graças a um baile realizado neste salão de banquetes do palácio inacabado de Whitehall que Constantin Huygens, diplomata humanista que viria a ser conselheiro artístico do Stadtholder, terá sido influenciado por esta nova visão da arquitetura que até então não ia além das fronteiras de Véneto (que também visitara). Huygens chegou ao ponto de fazer da sua própria casa, construída em Haia em 1634 e hoje destruída, um manifesto a favor deste Palladianismo revisitado..

## Galeria

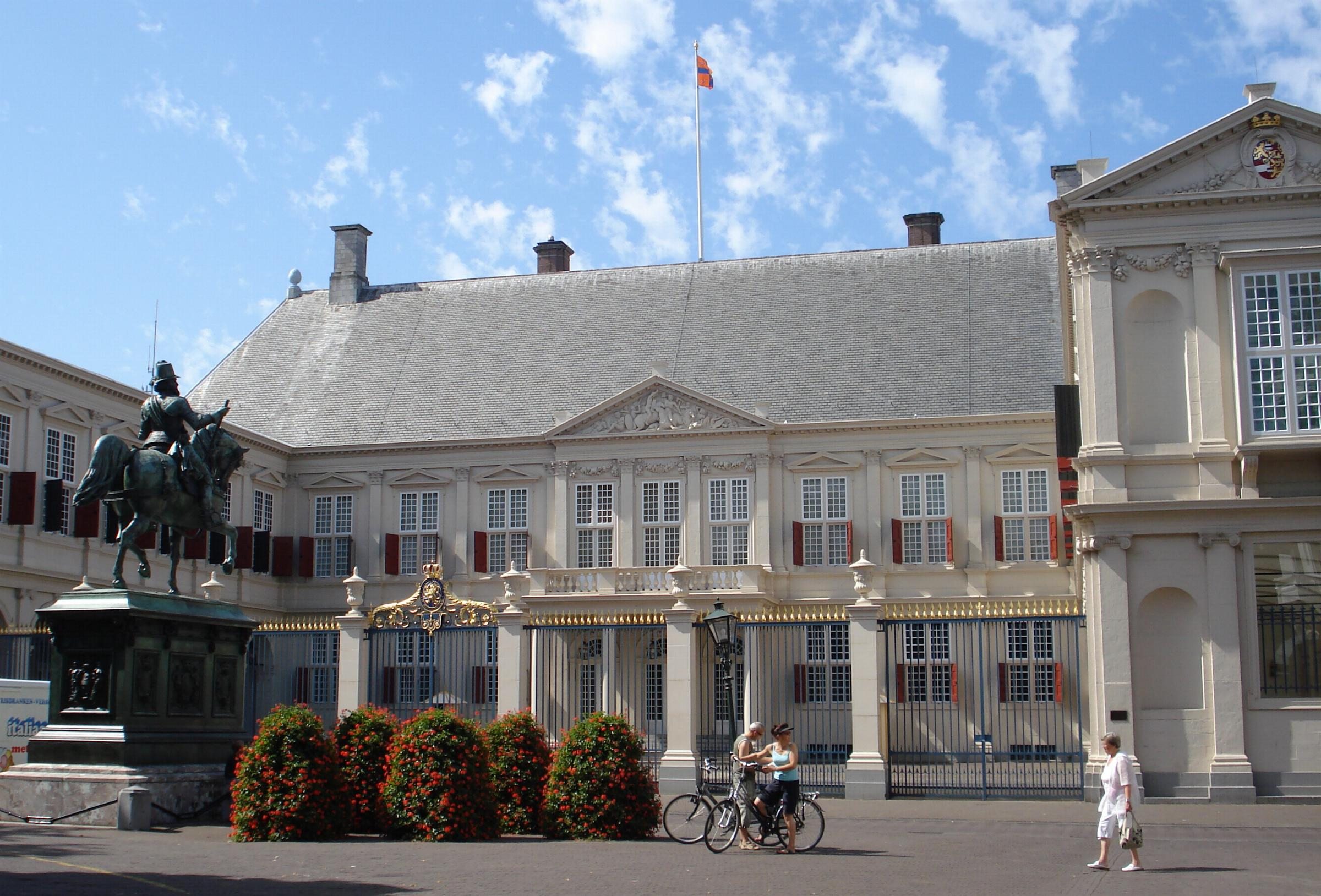
Palácio Noordeinde
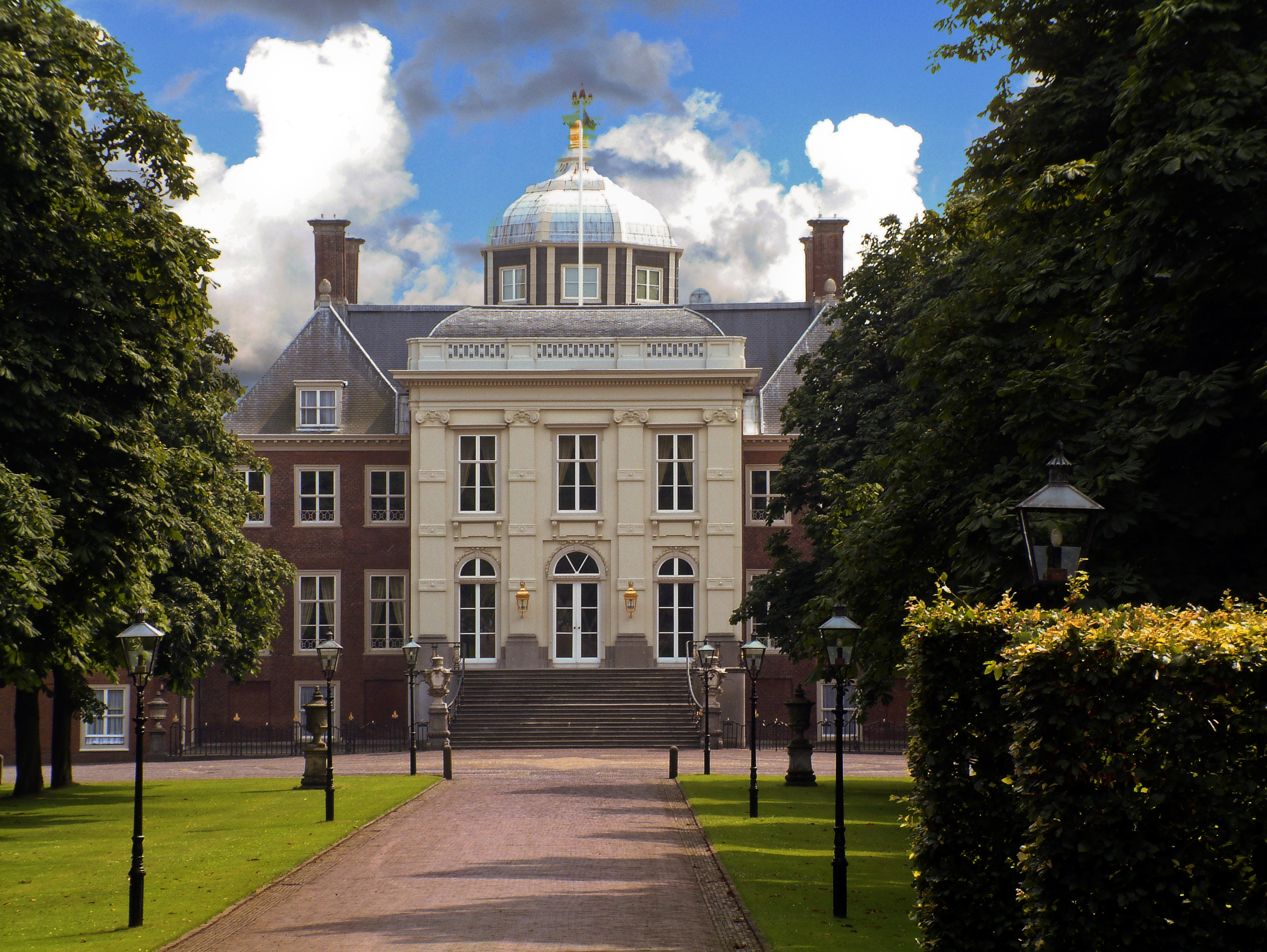
Casa para Bosch
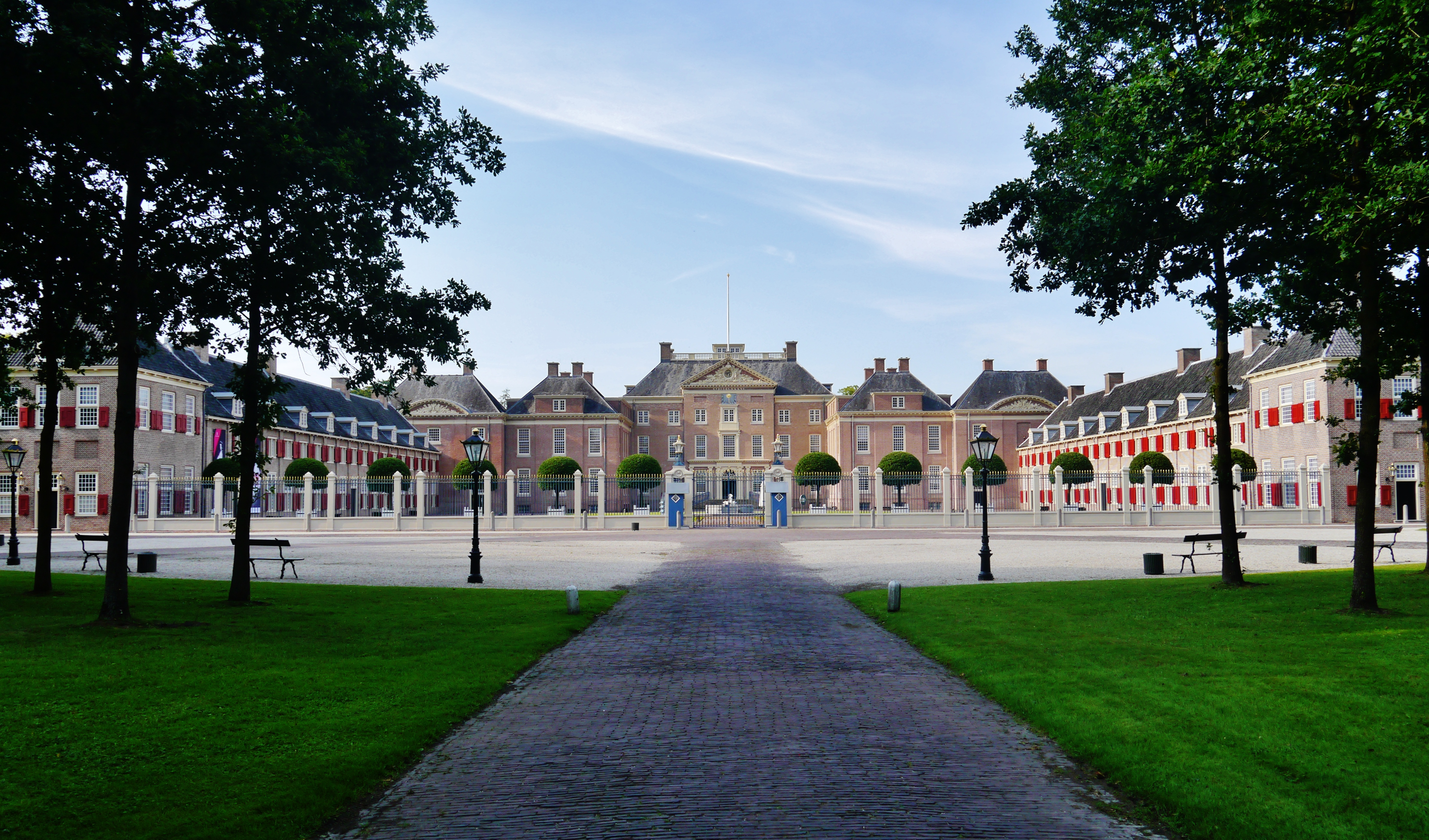
Palácio Het Loo
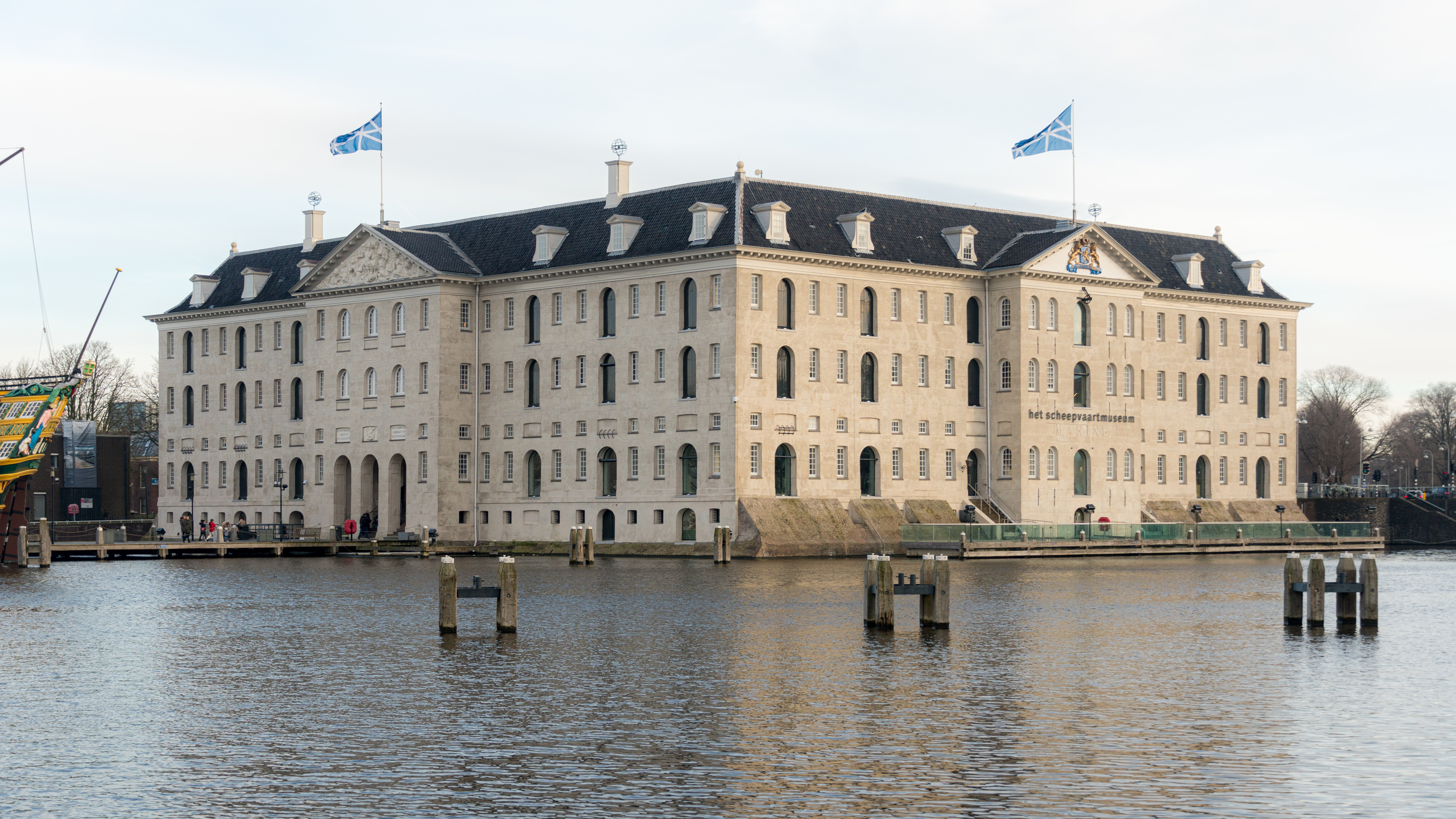
O Museu Scheepvaart
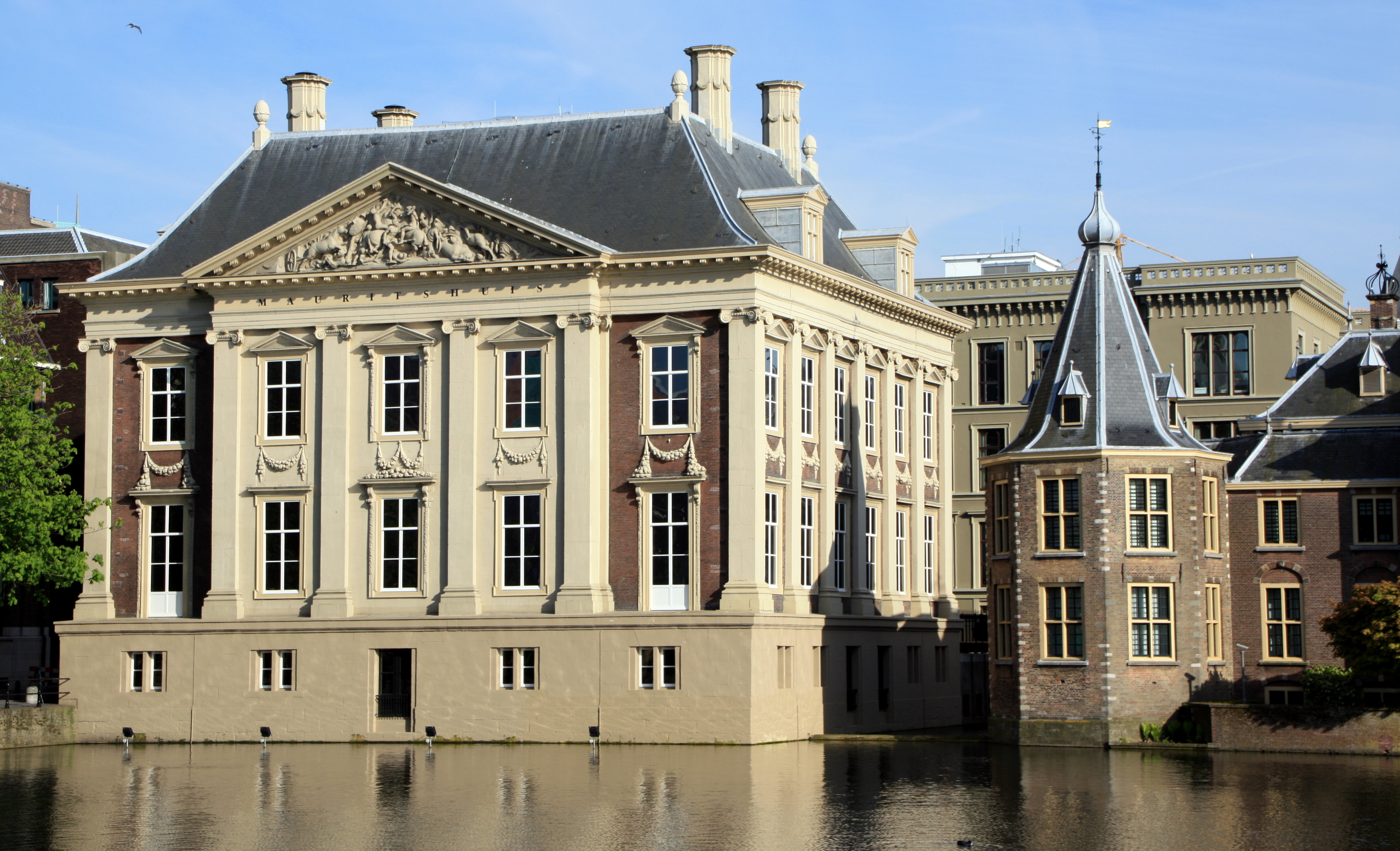
Mauritshuis
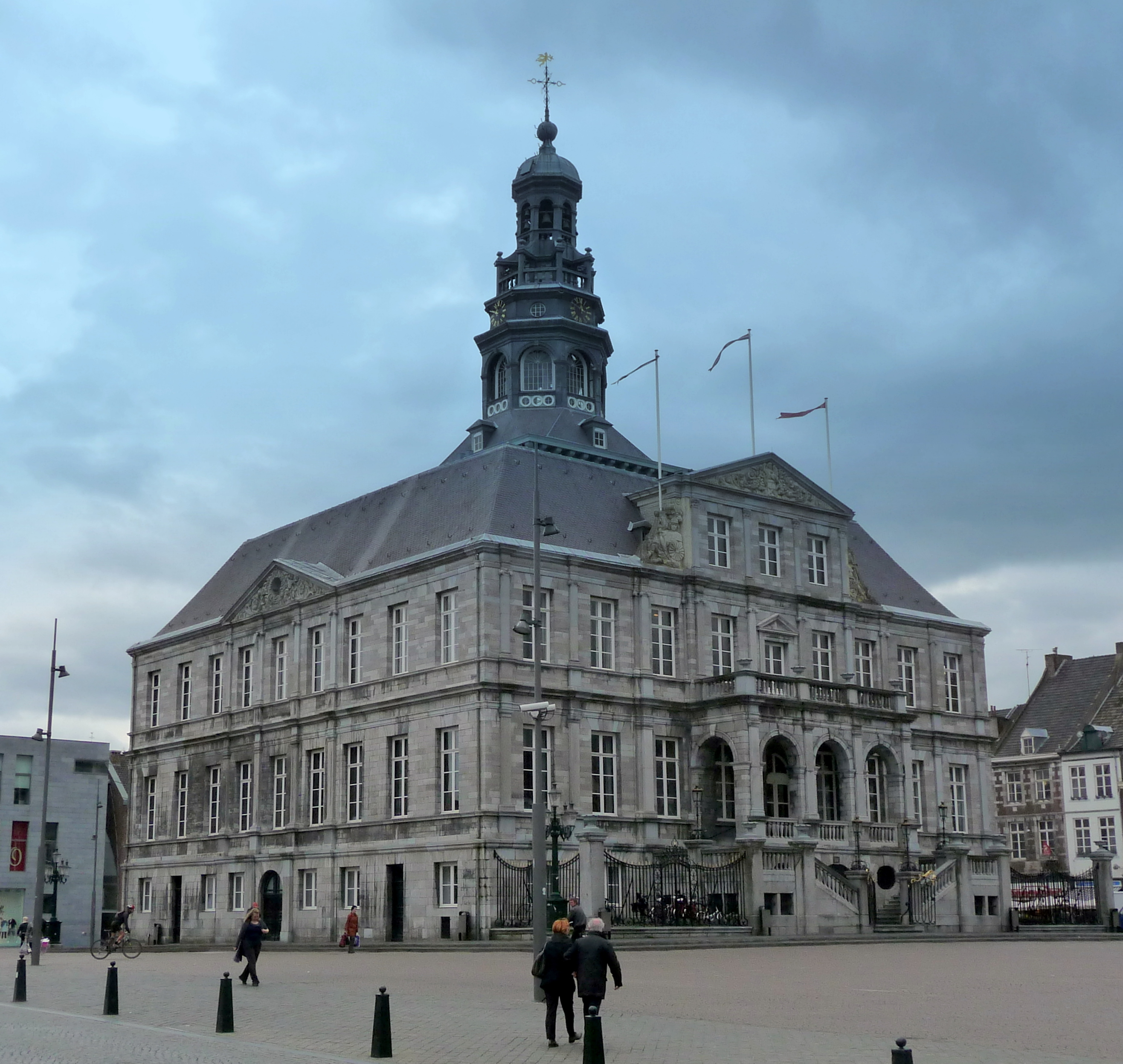
Prefeitura de Maastricht